# Gunderich (Name)
Gunderich (auch Gunderic, Gundericus und zahlreiche andere Namensvarianten) war ein germanischer Personenname.
Namensträger waren unter anderem (in chronologischer Ordnung):
- Gunderich (Gote), Führer der Goten (3. Jahrhundert)
- Gunderich (379–428), König der Vandalen und der Alanen (regierte 406/407–428)
- Gundioch, teils auch Gunderic († um 473), König der Burgunden
- Gunderich von Trier, Bischof von Trier (ca. 586/588–vor 614)
- Gunderic von Sigüenza, Bischof von Sigüenza (Spanien), ca. 683–693/704
- Gunderic von Toledo († vor 711), Bischof von Toledo um 701